# Evelyn Brent
Evelyn Brent (20 oktober 1901 – 4 juni 1975) was een Amerikaanse actrice ten tijde van de stomme film.

## Levensloop en carrière
Brent werd geboren als Mary Elizabeth Riggs. Ze begon haar filmcarrière in 1915, in The Shooting of Dan McGrew. In 1919 speelde naast Olive Thomas in The Glorious Lady. In de volgende jaren speelde onder meer nog hoofdrollen naast Pauline Starke en Adolphe Menjou. Haar carrière kreeg een boost toen ze verkozen werd tot een van de WAMPAS Baby Stars in 1923. Zo kreeg ze in 1928 de vrouwelijke hoofdrol in The Last Command naast Emil Jannings. In haar eerste geluidsfilm in 1928 speelde ze tegenover William Powell. In The Silver Horde uit 1930 speelde ze tegenover Joel McCrea. Brent bleef acteren tot 1960, haar laatste rol was een gastrol in de serie Wagon Train.
Brent was driemaal gehuwd. Haar laatste man overleed in 1959. Brent overleed zelf in 1975.
- Biblioteca Nacional de España: XX5256668
- Bibliothèque nationale de France: cb146709747 (data)
- Gemeinsame Normdatei: 139692193
- International Standard Name Identifier: 0000 0000 7251 3471
- Library of Congress Control Number: n87896298
- Nationale Bibliotheek van Israël: 987007444842305171
- SNAC: w6km0jd9
- Trove: 881553
- Virtual International Authority File: 69192206
- WorldCat: E39PBJqvX3FK9QxXkbCMgQJkXd